# Voie de dégagement ouest
La Voie de Dégagement Ouest, dite la VDO, est une voie rapide située en Nouvelle-Calédonie reliant Nouméa à Païta. Elle n'a pas d'existence officielle, car elle correspond en vérité à deux routes provinciales administrativement distinctes : 
- la majeure partie de la Voie express n°1 - Route du Normandie (portion allant du rond-point du général-Patch (dit « rond-point du Pacifique »), à l'échangeur de la Savexpress, soit environ 6,3 km), mieux connue sous le nom de Voie de dégagement, voie rapide à 70 et 80 km/h gratuite desservant le centre-ville, la zone industrielle et plusieurs quartiers résidentiels du nord-ouest de Nouméa, et gérée directement par la Province Sud.
- la Voie express n°2 - Route du Nord (18,7 km entre la sortie de Nouméa dans le quartier de Koutio à Dumbéa et le village de Païta), généralement appelée Voie express ou Savexpress, voie rapide payante à 80 (entre l'échangeur de la Savexpress et la gare de péage) puis 110 km/h (à partir de la gare de péage), gérée indirectement par la Province Sud par le biais de la société d'économie mixte de la Savexpress, détenue majoritairement par la Province.

Toutefois, la continuité de ces deux routes qui constituent ainsi une chaussée de deux fois deux voies désormais sur l'ensemble de son parcours, fait qu'elles sont donc généralement désignées localement sous le vocable commun de Voie de dégagement ouest.  